# Peter Bishop
Peter Bishop è un personaggio della serie televisiva Fringe, interpretato da Joshua Jackson.
Nasce nella Boston della realtà alternativa da Walter ed Elizabeth Bishop.
Il personaggio di Peter, all'inizio, appare come secondario rispetto a Olivia e Walter per poi diventare sempre più importante nella serie, soprattutto da quando si scopre che viene dall'universo alternativo: gli autori sono arrivati a sostenere che la serie si basa su di lui al Wonder Con 2012.
Nel DVD della quarta stagione è inoltre presente un documentario "A World Without Peter" che spiega come la presenza o l'assenza di tale personaggio cambi in meglio od in peggio la vita delle persone e degli universi

Uno dei più grandi misteri della serie è scoprire perché il suo personaggio è stato sempre considerato importante dai misteriosi Osservatori, in particolare da Settembre.
Jackson interpreta Peter in tutti gli episodi a eccezione di Peter, in cui il personaggio è interpretato da Quinn Lord, e di Soggetto 13 dove il personaggio è interpretato da Chandler Canterbury.
Il personaggio di Peter non è poi presente in Immortalità e Discendenza di sangue, episodi interamente ambientati nell'universo alternativo.

## Infanzia
Figlio di Walter, Peter ha come lui un'intelligenza fuori dal comune poiché il suo QI arriva infatti a 190. Il nonno paterno di Peter, Robert Bischof, anch'egli scienziato, nacque in Germania, dove lavorava per i Nazisti e al contempo faceva il doppiogioco passando informazioni scientifiche agli Alleati. Walter Bishop ne falsificò i documenti e cambiò il cognome della famiglia nel più inglese "Bishop".
Quando Peter era piccolo, Walter era molto preso dal suo lavoro e lasciava spesso il figlio da solo a casa con la madre. Peter viene spesso paragonato a lei dal padre, almeno per quanto riguarda il carattere: entrambi, secondo Walter, hanno una «mente limitata» e per questo motivo mettono spesso in dubbio il suo lavoro. Nella seconda stagione viene rivelato come Peter sia in realtà il Peter dell'universo alternativo, rapito dal Walter Bishop alla sua controparte quando il suo Peter, il suo vero figlio, morì di una rara malattia nel 1985.

### 1985
Quando Olivia scopre che Peter proviene da un universo parallelo, Walter le racconta cosa successe veramente nel 1985, svelando il mistero che avvolge l'infanzia di suo figlio. Da piccolo Peter, a causa della sua salute cagionevole, non andò mai a una vera scuola né ebbe veri amici. Passava la maggior parte del suo tempo con i genitori e con Nina Sharp, che gli era molto legata. La malattia, di natura genetica, si aggravò quando Peter aveva sette anni. Walter, che aveva scoperto l'esistenza dell'universo parallelo e costruito un dispositivo in grado di aprire una finestra attraverso la quale osservarlo, pensò di poter spiare il suo corrispondente alternativo, anche lui intento a trovare una cura per suo figlio, ma avvantaggiato dall'avanzata tecnologia del suo mondo. Walter, a cui Peter era molto legato sebbene lui passasse gran parte del suo tempo al lavoro, non riuscì a trovare la cura in tempo e il bambino morì tra le sue braccia. Il Walter della realtà alternativa continuò invece a cercare una cura ma, una volta trovata, venne distratto da un Osservatore e non si accorse della scoperta. Walter, che osservò la scena attraverso la finestra e fu in grado di riprodurre la cura, costruì un portale per recarsi nella dimensione parallela e salvare lui stesso il bambino, portando con sé un campione della cura da somministrargli. Arrivato nell'universo parallelo, si accorse però di aver rotto la boccetta con la cura e cambiò piano: decise di portare il bambino con sé e curarlo nella sua dimensione, per poi restituirlo a suoi legittimi genitori. Il Peter alternativo, che al contrario del figlio di Walter era invece legato più alla madre che al padre, venne quindi rapito dallo scienziato che, spacciandosi per il suo vero padre, lo portò con sé al Lago Reiden, sulla cui superficie ghiacciata aveva costruito il portale che lo aveva portato nella dimensione parallela. Peter, non capendo perché suo padre lo avesse portato lì piuttosto che al suo laboratorio a Cambridge, iniziò a dubitare dell'identità dell'uomo. Attraversato infine il portale, il ghiaccio si ruppe sotto i loro piedi e Peter e Walter rischiarono di affogare. A salvarli fu Settembre, lo stesso Osservatore che aveva distratto il Walter alternativo dal trovare una cura, che era infatti stato mandato a salvare il ragazzo e a ristabilire il corso degli eventi. Settembre disse a Walter che era necessario che Peter vivesse e lo ammonì di salvarlo, accennando all'importanza del bambino e della sua esistenza. Walter, tornato ad Harvard, curò Peter, che si ristabilì completamente, ma non ebbe mai il coraggio di riportarlo ai suoi genitori nell'universo parallelo: perdere di nuovo suo figlio, sarebbe stato infatti troppo doloroso, sia per lui che per la madre di Peter, Elizabeth.

### Gli anni successivi
Quando Peter aveva tredici anni, suo padre Walter venne internato nell'istituto psichiatrico Saint Claire e Peter ereditò i libri di suo nonno, in cui lo scienziato aveva nascosto numerose informazioni sui tedeschi da far passare al confine. Non sapendolo, Peter li vendette per ferire il padre, che teneva molto a quei cimeli di famiglia.
Peter in seguito lasciò il liceo prima della maturità e iniziò a vivere una vita senza dimora stabile. Frequentò per qualche periodo l'MIT, dove falsificò la laurea. Grazie a questi documenti divenne professore di chimica al college e si fece persino pubblicare qualche articolo, prima che venisse scoperta la sua frode.
Un mese dopo essere andato in Europa, ricevette una telefonata dal St. Claire: suo padre lo chiamò per dirgli che la madre era morta in un incidente stradale. Peter sa che Walter mentì, probabilmente per proteggerlo: Elizabeth infatti si suicidò.
Grazie alla facilità con cui riesce ad adattarsi a qualunque situazione, negli anni successivi usò la sua intelligenza per vivere di traffici commerciali che spesso sconfinavano nell'illegalità. Sembra che inizialmente (o saltuariamente) vivesse a Boston, dove ha tuttora molti agganci nella malavita non violenta (conosce un tizio specializzato in intercettazioni telefoniche, uno specializzato nell'uso e nel riutilizzo di marchingegni elettronici, un proprietario di una libreria di libri usati, un ricettatore di parti di macchine rubate). Nel suo girovagare ha fatto i lavori più disparati: dall'incartatore di carni in un mattatoio, al vigile del fuoco, fino al pilota di cargo.

## Storia del personaggio

### Prima stagione
Necessitando dell'aiuto di Walter Bishop per risolvere il primo caso legato allo Schema di cui si occupa, Olivia Dunham si reca a Baghdad, in Iraq, dove Peter stava per concludere un affare con degli appaltatori di un oleodotto petrolifero, per prelevarlo e riportarlo negli Stati Uniti, dove Peter avrebbe potuto firmare le carte del rilascio del padre dall'istituto psichiatrico. In diciassette anni Peter non aveva mai fatto visita a suo padre, e anzi lo incolpava per ciò che gli era successo. Legato molto alla sua vita nomade e indipendente, è riluttante a restare a Boston. Quando però viene rapito e torturato da un personaggio legato allo Schema, capisce che la sua presenza e quella del padre sono necessarie alla Divisione Fringe e decide di restare.
Peter conosce poco la sua infanzia, e molti eventi (tra cui il rapimento dal suo universo) gli sono ignoti. Walter ha dunque l'occasione di raccontagli alcuni aneddoti e di svelargli la verità su alcuni fatti. Gli rivela, ad esempio, di aver incontrato per la prima volta un Osservatore nel 1985, quando li salvò entrambi dall'incidente sul lago, e che da piccolo soffriva di una rara malattia.
Walter racconta che il figlio si era riempito di ecchimosi e rischiava una grave insufficienza renale. I medici non sapevano di quale malattia si trattasse, ma la diagnosi più probabile risultava essere l'Hepea, una rara forma di influenza aviaria che nessuno contraeva da decenni. Walter si ossessionò all'idea di salvarlo e nelle sue ricerche trovò un brillante medico svizzero, il dottor Alfred Gross, unico ad aver mai curato un caso di Hepea; costui era però morto nel 1936. Walter iniziò a lavorare a un marchingegno, che lui chiamò "disreazione", che avrebbe potuto trasportare qualunque persona nel tempo e nello spazio. Walter mentì al figlio raccontando che prima che la macchina potesse essere testata, Peter iniziò a guarire e lui abbandonò il progetto.
Peter parla il farsi, il tedesco, il cantonese, il russo e l'arabo.

### Seconda stagione
Dal momento in cui racconta la verità a Olivia, Walter inizia a considerare l'idea di dire a suo figlio chi sia veramente. Peter nota il cambiamento d'umore improvviso di suo padre, che tuttavia non ha ancora trovato il coraggio di parlargli.
Il leader dei mutaforma, Thomas Jerome Newton, è intenzionato ad aprire un varco tra i due mondi paralleli, per consentire a una misteriosa figura (che lui chiama "Signor Segretario") di raggiungerlo dall'universo alternativo. La Divisione Fringe costruisce un congegno per disattivare quello azionato da Newton, ma invano. Mentre Walter e Olivia si allontanano per ripararsi dalle onde emesse dal dispositivo, Peter resta indietro per un ultimo tentativo. Il varco si apre e Peter viene sbalzato all'indietro e cade svenuto, non prima di vedere un agente dell'FBI venire disintegrato di fianco a lui e un uomo apparire dall'universo parallelo. Peter si risveglia in ospedale un giorno e mezzo dopo e affronta suo padre, dicendogli di aver capito di provenire dall'altra realtà: il dispositivo ha infatti ucciso l'agente dell'FBI, ma ha risparmiato sia lui che l'uomo arrivato dall'universo parallelo. Peter inoltre incolpa Walter della morte della madre, che non riuscì a sopportare le conseguenze della sua decisione di rapirlo e per questo si suicidò. Più tardi, Olivia informa Walter che Peter si è dimesso dall'ospedale e se n'è andato senza lasciare tracce.
Peter si mette in viaggio senza una meta precisa, ma è costretto a fermarsi nella Contea di Noyo, nello Stato di Washington, quando rimane coinvolto in un caso di omicidi seriali e offre i suoi servizi allo sceriffo del posto. Peter contatta quindi l'agente Broyles perché le sue credenziali vengano riconosciute, ma gli prega di non dire a Walter dove si trovi. Dopo aver risolto il caso, Peter viene rintracciato da Newton, che gli presenta il "Sig. Segretario", l'uomo proveniente dall'universo parallelo: è suo padre, il Walter Bishop alternativo.
Peter accetta di tornare nel suo universo insieme a Newton e al Segretario, suo padre. Tornato a casa, ha l'occasione di rivede sua madre, che nell'universo parallelo è ancora viva, e di conoscere l'Olivia alternativa. Suo padre, famoso nel mondo alternativo per aver scritto il manifesto ZFT ed essere a capo della Divisione Fringe, lavora come Segretario del Dipartimento della Difesa degli Stati Uniti. Questi chiede a Peter di aiutarlo a far funzionare un congegno su cui sta lavorando, un macchinario che gli permetterà di salvare i due universi dalla collisione. Peter accetta l'incarico, ma presto si accorge di essere lui stesso una parte funzionante del dispositivo e capisce di essere stato manipolato. Olivia, che insieme a Walter ha aperto una breccia tra gli universi per raggiungere Peter, lo trova e lo convince a tornare indietro dicendogli che il suo posto non è in un universo o nell'altro, ma con lei. Grazie all'aiuto di William Bell, Walter e Peter riescono ad aprire un secondo portale e ad attraversarlo, senza accorgersi che la donna che li segue non è Olivia, ma il suo doppio alternativo.

### Terza Stagione
Ignaro del fatto che la donna che frequenta è l'Olivia dell'altro universo, Peter è sempre più coinvolto dalla Macchina e dalle sue connessione con essa, scoprendo grazie a un misterioso libro sul "Primo Popolo", che essa veniva definita Vacuum ovvero un dispositivo capace di creare e distruggere gli universi.
Dopo varie vicissitudini scopre la verità su Olivia, che riesce a rientrare nel nostro universo grazie al forte legame con lui, tuttavia quando scopre la verità si arrabbia e per un certo periodo non vuole stare con Peter fino a che i due si chiariscono e tornano insieme.
L'altra Olivia è intanto rientrata nel suo universo e scopre di essere incinta proprio di Peter, ciò provoca la rottura con il suo compagno Frank mentre Walternativo decide di usare il sangue del nipote Henry, che ha fatto nascere tramite gravidanza accelerata, per attivare la Macchina che scatena l'Apocalisse nel nostro universo.
Peter per tentare di spegnerla prova a entrarci e finisce in coma, tuttavia alcuni giorni dopo grazie all'aiuto di Olivia riesce a entrarvi e da lì ha una visione del 2026 dove lui avrebbe distrutto il suo mondo di origine. Comprende che i due universi sono legati e crea un ponte di pace e guarigione, tuttavia mentre sta spiegando a tutti che devono collaborare, sparisce e nessuno sembra ricordarsi più di lui

### Quarta stagione
Varie tracce di Peter continuano a emergere tramite sogni e visioni a Walter e Olivia, che però non si ricordano di lui e quindi ne hanno paura; Settembre dovrebbe cancellare queste tracce, ma poi cambia idea.
Alla fine il giovane riemerge nel lago Reiden e viene trattato come un evento Fringe dalla Divisione, anche perché dimostra di conoscere i casi meglio di chiunque altro.
Poco alla volta il ragazzo conquista la fiducia della Divisione Fringe, tornandone a essere membro attivo e alla fine riesce a chiarirsi sia con Walter, che grazie al perdono di Alt Elizabeth non si sente più indegno del figlio, che con Olivia, la prima a ricordarsi di quanto è successo negli anni precedenti.
La presenza di Peter aiuta anche i due universi a chiarirsi e a combattere contro il nuovo/vecchio nemico Jones, che risulta essere ancora vivo perché non è stato ucciso da Peter in questa nuova linea temporale.
Dietro a Jones, tuttavia vi è William Bell, che vuole fondere i due universi così prima Peter fa chiudere il ponte e poi con Olivia e Walter ferma l'ex capo della Massive Dynamic che sparisce davanti a loro.
Prima di questo c'è un breve flashforward in cui Peter, Walter e Astrid sono nel 2036 sotto la dittatura degli Osservatori e aiutano una misteriosa ragazza, Etta, a combatterli: la giovane si rivela essere figlia di Olivia e Peter.
Nel presente Olivia rivela a Peter di essere incinta proprio di Etta e ciò unisce ancora di più la famiglia: poco dopo Settembre avvisa Walter che loro, ovvero gli Osservatori, stanno arrivando..

### Quinta stagione
Il mondo è sotto la dittatura degli Osservatori, ma i Bishop riescono a riunirsi e a ritrovare Olivia che pareva scomparsa nel nulla. A riunire il gruppo ci pensa Henrietta, la figlia di Peter e Olivia, ora adulta e membro della Divisione Fringe, nonché della Resistenza; insieme cercano di attuare il piano creato da Settembre e Walter contro gli Osservatori, ma la felicità è però di breve durata perché Etta viene uccisa dal capitano Windmark, capo degli Osservatori e ciò scatena la rabbia di Peter che tortura e uccide uno di loro, dopo l'omicidio, gli ruba il chip che dà agli Osservatori le loro straordinarie abilità e se lo innesta.
Ciò lo rende più potente, ma rischia di fargli perdere la sua umanità; Olivia riesce a convincerlo a levarselo, tuttavia alcune tracce del misterioso aggeggio restano in lui.
Nel frattempo Walter, con di nuovo i pezzi di cervello, si aggrappa sempre più a Peter temendo di perdere di nuovo se stesso.
Peter e gli altri scoprono che del piano fa parte anche un misterioso bambino Osservatore da loro già incontrato in un'indagine precedente e ribattezzato Michael; inoltre scoprono che un misterioso scienziato di nome Donald ha aiutato Walter nella creazione del piano: in un episodio si scopre che Donald non è altri che Settembre umanizzato.
Michael permette a Walter di ricordare la precedente timeline, così l'uomo comprende di non essere responsabile dell'annegamento di Peter e che anzi lo salvò da morte certa nel 1985, e che quindi il Peter che ha di fronte è proprio quel ragazzo che salvò. Peter, insieme a Donald e agli altri, farà in modo che Michael venga spedito in un preciso anno del futuro, il 2167, quando verrà creato il primo Osservatore, per dimostrare che è possibile creare un essere super intelligente, ma dotato di emozioni.